# 宗教演化心理學
宗教演化心理學是用演化論和心理學的觀點研究宗教現象，是宗教心理學的一支。現代科學家傾向於結合心理學、演化心理學、神經心理學、腦科學及生物學等領域來探討宗教相關議題，而不是將演化學理論視為單一的切入點。

## 背景
世界上大約有一萬種不同的宗教，依宗教的不同可能有各式各樣展現信仰的形式。如儀式或戒律等。在眾多宗教儀式中，如例行性的禮拜、獻祭、禁慾、進食、割禮等等，以演化學的角度來看，這些行為都帶有很大的成本，像是花費時間、降低可能繁殖後代的機會、犧牲生命或者讓自己陷於生命危險中。若此一角度來看，宗教應該要在演化的過程中被淘汰，但綜觀歷史，無神論者反而站人口的少數，顯示出宗教在人類社會中仍佔有重要的地位。

## 宗教的心理學與生物學基礎

#### 宗教實踐與健康
許多研究都指出宗教信仰和健康有所關聯。如越投入宗教活動的人有酒精、毒品濫用問題的可能性越小，而能避免酒精及藥物濫用也對於生活品質及工作狀況有正向影響。而工作情況是否穩定又進而影響到生活以及身心健康狀況的穩定。
而宗教信仰不只是與生理上的健康有所關聯，哈羅德·G·柯尼格（Harold G. Koenig）等人2001年的研究指出，參與某些宗教活動對於處理日常生活中的壓力有正向的幫助。而許多研究也指出信仰宗教也帶來許多心理健康的結果，如快樂、較高的自尊以及較低的憂鬱傾向。
除了個體的身心健康外，宗教群體也對於人際互動、社會支持有所助益，尤其是對於有特殊需求的個體及家庭。

#### 宗教與促進合作
透過靈活的語言與複雜的認知能力，人類能夠表達從來沒有看過、碰過、聽過的事物，如傳說、神話以及宗教。而不只是想像，人類還能透過提以想像虛構的故事來進行合作，尤瓦爾·哈拉瑞（Yuval Noah Harari）指出就算是大批不認識的人，只要共同相信某個故事，就能互相合作。如基督徒共同相信創世紀的故事、澳洲原住民共同相信「夢世紀」的概念，就連「國家」也是虛構個概念，兩名素未謀面的烏克蘭人，只要共同相信國家的主體性，就可能一同踏上戰場，並且在戰場上互相合作。

#### 宗教與道德觀
許多宗教的教義中都有對於信徒的道德約束與規範，如：舉頭三尺有神明、因果報應、天堂與地獄等概念。人們多半相信宗教信仰在道德良知上有所影響。部分人甚至將無神論者視為問題所在且不信任他們，如彭妮·埃吉爾（Penny Edgell）等人於2006年進行的研究指出，人們將無神論者在“分享他們對美國社會的願景（sharing their vision of American society）”方面排名低於穆斯林、新移民和同性戀者，並且最不願意允許自己的子女與之結婚。

## 宗教演化心理學的重要理論

#### 高成本信號理論
宗教的高成本信號理論（Costly Signaling Theory）主要用於解釋宗教團體如何藉由要求成員進行高成本且難以偽造的行為（如儀式和規範）來避免搭便車者進入群體，解此保護群體中成員的利益。
許多學者的研究已指出宗教群體能提供許多生理和心理的好處，其中包括改善健康、提高生存機會、經濟利益、心理健康、危機期間的互相援助、獲得配偶的機會。宗教信仰促進團體團結和合作是一個團體提供這些好處的基礎。威廉·艾恩斯（William Irons）指出宗教通過增加信任來促進團內合作。他認為在人類歷史中，群體生活的適應性優勢是個體通過團體合作獲得的好處，如合作狩獵、食物分享、群體防禦和戰爭。然而，儘管個體能夠透過合作得到利益，但這些集體目標通常不容易實現：若某個個體在團體合作的情境下選擇了不合作，那他便能利用其他個體的合作成果來最大化自己的利益。因此，就算在所有團體成員都共同付出以實現合作目標的情況下，每個人都可能受益，但在沒有社會機制限制搭便車者利用他人努力的情況下，這種大規模合作通常難以實現。
要實現大規模集體合作首先必須克服信任和承諾的問題。當個體能夠保證為團體共同目標與利益付出時，團內合作更有可能實現。然而，在大多數人類社會互動中，就算團體中某一個成員能表達自己有意願合作，但這不能作為參與群體合作的保證，在集體行動的脈絡下，個體可以透過背叛，即假裝聲稱自己願意合作，而後卻透過不合作來利用他人的合作成果以獲取最大利益。
因此，每當個體可以通過背叛獲得最大利益時，唯一可信的合作意願的信號是那些「高成本且難以偽造」的信號。如果作為承諾的信號很容易偽造且成本不高，它們很容易被那些不打算付出心力於團體合作的搭便車者模仿。對此，一些研究者提出宗教行為是高成本且難以偽造的承諾信號，此即高成本信號理論。

#### 社交大腦假說
社交大腦（social brain）假說，也稱作馬基維利智慧（Machiavellian Intelligence），此一假說旨在解釋靈長類動物的大腦不同於其他物種的原因：該假說認為生活在複雜社會群體中的特殊認知需求與靈長類動物特定腦區（主要是新皮質）的增大有關。儘管仍存在解釋上的困難，但大多數證據支持社交大腦假說。嘗試驗證社交大腦假說的研究主要著重於找出能代表社交複雜性的適當指標（如社會群體大小、語言和文化）和與這些指標相關的大腦體積的適當指標，以及尋找更合適的統計方法。
到目前為止，科學家已經發現五個獨立的社交複雜性或技能指標與靈長類動物的新皮質體積有所關聯。這些指標包括社會群體大小、社交梳理群體（Grooming cliques）的大小、雄性在尋找伴侶時使用社交策略的程度、戰術欺騙（Tactical deception）的頻率以及社交遊戲的頻率。其中每一個都與靈長類動物的相對新皮質體積和在群體大小的情況下的絕對新皮質體積都產生了顯著的相關性。
另外，西蒙·M·李德（Simon M. Reader）和凱文·內維爾·拉蘭德（Kevin Neville Laland）對先前的文獻進行分析後發現，再嚴謹地控制研究中物種的親緣關係下，行為創新、社會學習以及工具使用的頻率者三個指標都與靈長類動物腦中負責執行功能（executive function）的腦區的絕對和相對體積（新皮質與條紋皮質）肩存在顯著正相關。
羅賓·鄧巴指出，人類文化的形成取決於先進的社交與認知能力，而這在宗教的情境中尤其明顯，宗教在促進社會和諧的方面（如祈求超自然力量的保佑或者是相信這世界能憑藉著某個無形的力量而順利運作），以及在使用超自然力量的觀念來使人們遵守社會規範及秩序的方面，這些現象的認知需求非常可觀，遠遠超出了人類日常社交互動時執行簡單任務所需的認知水準。 對於人類大腦結構和超群的認知及社交能力間的關係，社交大腦假說提供了一個可能的解釋。

## 宗教演化心理學的研究方向

#### 認知副產物觀點
拱肩（spandrel）的比喻最初是由生物學家史蒂芬·傑伊·古爾德提出，他指出聖馬可教堂支撐拱肩的拱形桁架上有精彩的壁畫，但其最初的作用並非是設計來作畫的，是建築上結構的副產品，只不過後來被人們利用來作畫或裝飾。同樣的，並非所有表徵，都是天擇的直接產物，有不少可能只是副產品。
有些學者認為宗教認知是進化心靈的副產物。對於他們而言，宗教本身並沒有適應價值。產生與神有關的思想和活動的心理結構是為了其他目的而演化的，宗教只是在演化過程中相對無害的噪音。
如生物學家查爾斯·達爾文認為，宗教認知並不是一種自然或心理的現象，它只是許多獨立且複雜元素的組合，如愛、順從、恐懼、崇敬、感激、對未來的希望，而宗教最好被解釋為意識的拱肩。除此之外，他還指出，宗教元素不僅局限於人類，人會將生活中難以解釋或者是模糊的賜物賦予靈性，就如他的狗會朝著因爲風而時不時輕輕搖擺的傘咆哮，牠必須在一個迅速而無意識的方式中推理，將陽傘沒有任何明顯的原因的運動當作為某個生命體入侵他的領土的信號。
將認知心理學應用於宗教的首位理論家之一是斯圖爾特·古斯特里（Stewart Guthrie），他在他1993年的專著《雲中的臉》（Face in the Could）中主張宗教主要是代理檢測系統（agency detection system）的副產物。對古斯特里來說，人們將世界看作充滿生命的存在的，因此形成了宗教。 古斯特里並不認為擬人化的傾向僅僅是地方文化和背景的產物。人類不是“學會”將神融入現實的情境中。相反，崇拜偶像是一種泛人類的傾向；例如當我們在雲中看到臉孔或在將月亮上的陰影當作一個人的時候。古斯特里將擬人化解釋為對於人的感知過度敏感的結果。我們認為世界充滿人類生命，且總是想要找到其他同樣身為人的存在，因此當面對模糊的現實，人類的感知猶如在進行無意識卻謹慎的打賭，並將眼前的感知賦予最佳的解釋。例如：將草叢中的動靜解讀為有老虎或是有敵人藏匿其中，對人的生存較有助益。因此當面對模糊的現實時，人們的大腦傾向過度補償，導致宗教性的存在隨處可見。就像達爾文的狗一樣，人類的認知組織使其將自然效應歸因於有意義的原因，因此在世界中投射出類似人類或有靈性的存在。
心理學與宗教學家約瑟夫·布爾布利亞（Joseph A. Bulbulia）指出，拱肩理論通過將歸因於認知設計的複雜性降到最低，從而簡化了解釋。無需將宗教認知視為精心設計的產物；也無需找到特定的心理結構來解釋人們為什麼相信神。拱肩理論的支持者理解，一個高度專門化的大腦可能會容易出現認知問題。而只要宗教不造成太多不利，演化便可能會保留人類信仰宗教得的傾向。
心理學與宗教家指出，拱肩理論通過將歸因於認知設計的複雜性降到最低，從而簡化了解釋。無需將宗教認知視為精心設計的產物；也無需找到特定的心理結構來解釋人們為什麼相信神。拱肩理論的支持者理解，一個高度專門化的大腦可能會容易出現認知問題。而只要宗教不造成太多不利，演化便可能會保留人類信仰宗教得的傾向。

#### 功能性演化觀點
功能性觀點（functionalism）又稱適應主義（adaptationism）的支持者將宗教視為極具功能性的存在，在演化上是一種優秀的機制，且能通過演化學自然選擇的理論來解釋。
羅賓·鄧巴指出，生活中與其他人類的互動幫助我們的大腦演化，以利我們在大型社會群體中辨別朋友和敵人，而我們可將宗教視為人類社會性的一個層面，需要付出高成本的宗教行為是在演化過程中被精緻化以利我們在大型社會群體中生存的一部分。
將宗教視為社會交流的適應理論的其中一個解釋是高成本信號理論，即個體能透過合作得到許多利益，為了避免搭便車者進入團體中圖利，宗教行在團體中為作為一個「高成本且難以偽造」的信號，而宗教團體的成員藉由進行「高成本又難以偽造的行為」來確保留在群體中的是願意付出合作的個體，並進而保護團體中成員的集體利益。
除此之外，維吉尼亞·J·亨特（Virginia J. Hunter）於1994的著作也指出全知神祇的概念也能被運用在適應理論的解釋中，許多宗教相信有全知的神祇會觀察人們的行為，並能對其施加獎勵或懲罰，宗教實踐的很大一部分是試圖與神祇溝通和交流，以獲得利益與慰藉，或為自己和團體中其他忠實的信徒們帶來好處。而將宗教視為社會交流的適應性的理論的關鍵在於，全知的神祇能夠影響我們的日常生活，使我們具有道德觀，並為自己的行為負責。
再者，大衛·斯隆·威爾遜也主張，宗教團體可能作為演化的適應性單位發揮作用。人們在社會群體中透過合作而獲得的好處並不只限於個體，也在這些透過個體來創建和維護的群體層次間間接地流動。對於威爾遜來說，對宗教思想和行為的最佳解釋是，它促進了高度團結和功能適應的群體。而高度適應性的群體能讓自己在變動的環境中長久存續下去。當資源有限時，可能會導致嚴重的群體競爭，此時加入一個團結的群體是獲得資源的有效策略。